# 一畑電気鉄道80系電車
- 西武451系電車 > 一畑電気鉄道80系電車
- 西武551系電車 > 一畑電気鉄道90系電車

一畑電気鉄道80系電車（いちばたでんきてつどう80けいでんしゃ）は、かつて一畑電気鉄道（現・一畑電車）に在籍した通勤形電車。1981年（昭和56年）から翌1982年（昭和57年）にかけて、西武鉄道より451系電車を譲り受け、導入したものである。
本項では、80系同様に西武鉄道からの譲渡車両である90系電車（元551系電車）、および90系より別形式へ区分されたデハ60形電車（2代）についても併せて記述する。

## 概要
1982年（昭和57年）9月に開催された第37回国民体育大会（通称「くにびき国体」）に際して、観客輸送を担うこととなった北松江線の車両近代化が計画された。折りしも当時の西武鉄道（以下「西武」）では、冷房装置を搭載したカルダン駆動車の増備を受けて451系電車の廃車が進行していたが、同系列は西武における廃車当時の経年が20 - 24年程度と比較的状態が良好であり、一畑電気鉄道では同系列を譲り受けて老朽化した従来車の代替に充当することとした。
当時の西武451系は6両固定編成と2両固定編成の2種類が存在したが、このうち制御電動車クモハ451形と制御車クハ1471形で組成される2両固定編成3本（クモハ456-クハ1485・クモハ452-クハ1487・クモハ454-クハ1489）を1981年（昭和56年）12月に1本、翌1982年（昭和57年）9月に2本導入し、制御電動車はデハ80形81 - 83、制御車はクハ180形181 - 183とそれぞれ改称・改番され、車両番号（以下「車番」）末尾同番号の制御電動車・制御車の組み合わせによる2両固定編成を組成した。
1985年（昭和60年）3月には、同じく西武より551系クモハ551形560およびクハ1651形1661を譲り受け、さらに翌1986年（昭和61年）3月にはクモハ551形552・554を譲り受けて老朽化した従来車を代替した。前者はデハ90形91およびクハ190形191として80系同様に2両固定編成を組成したが、後者については日中閑散時の運用および増結運用を目的として、導入に際して西武所沢車両工場において両運転台化改造が施工され、デハ90形92・93として導入されたのち、1986年度中にデハ60形（2代）61・62と別形式に区分された。
なお、導入に際しては各編成（デハ60形は各車両）ごとに北松江線沿線にちなんだ固有の編成愛称が付与され、前面には愛称表示板が設置された。
| デハ81-クハ181 | 「くにびき」   |
| デハ82-クハ182 | 「いなさ」     |
| デハ83-クハ183 | 「まがたま」   |
| デハ91-クハ191 | 「やえがき」   |
| デハ61         | 「うみねこ」   |
| デハ62         | 「はくちょう」 |

いずれも北松江線の主力車両として運用されたのち、後年の後継車両の導入に伴い、80系・90系は1996年（平成8年）に、デハ60形は2006年（平成18年）にそれぞれ形式消滅した。

## 車体

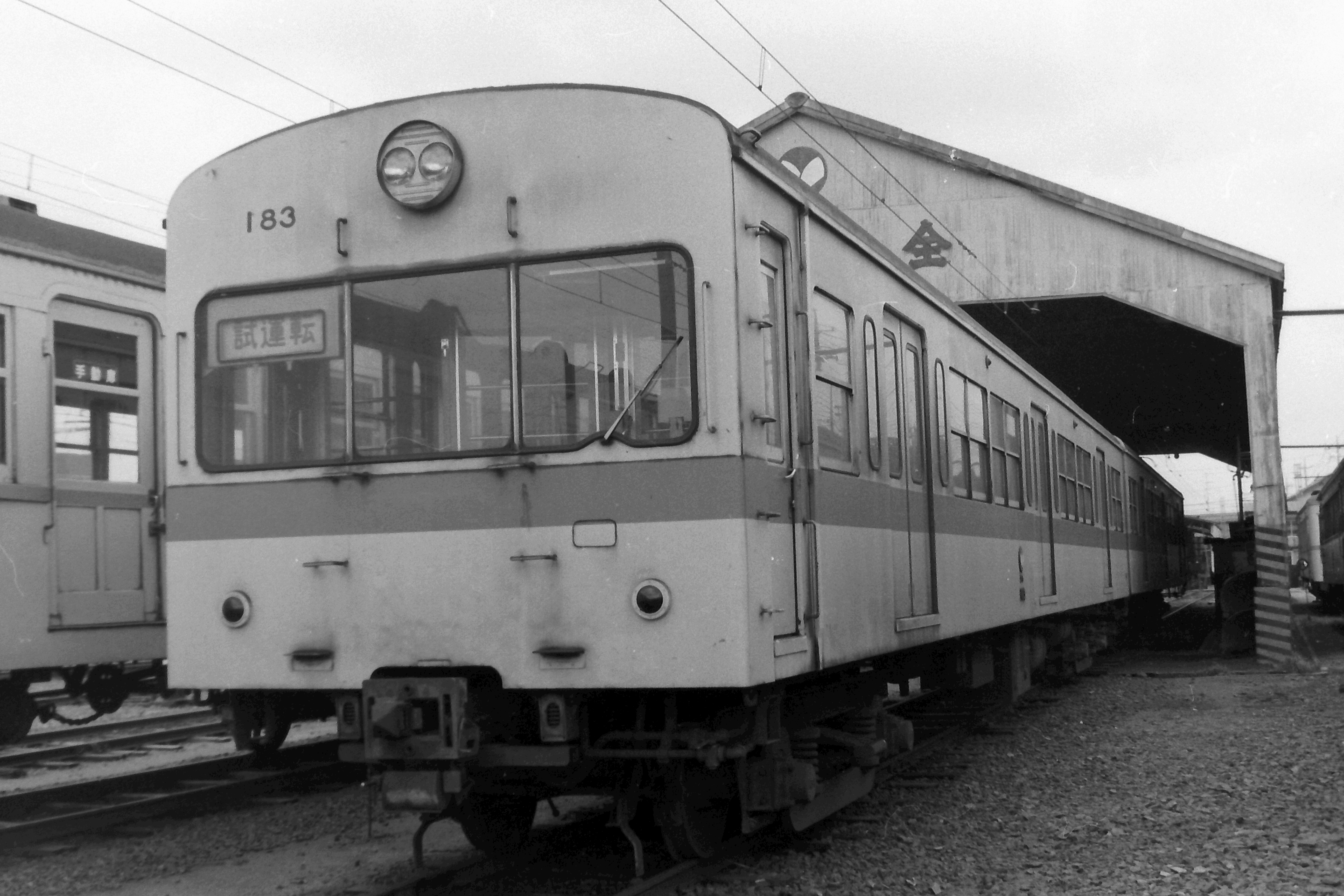
クハ180形183
（平田市・1989年3月）

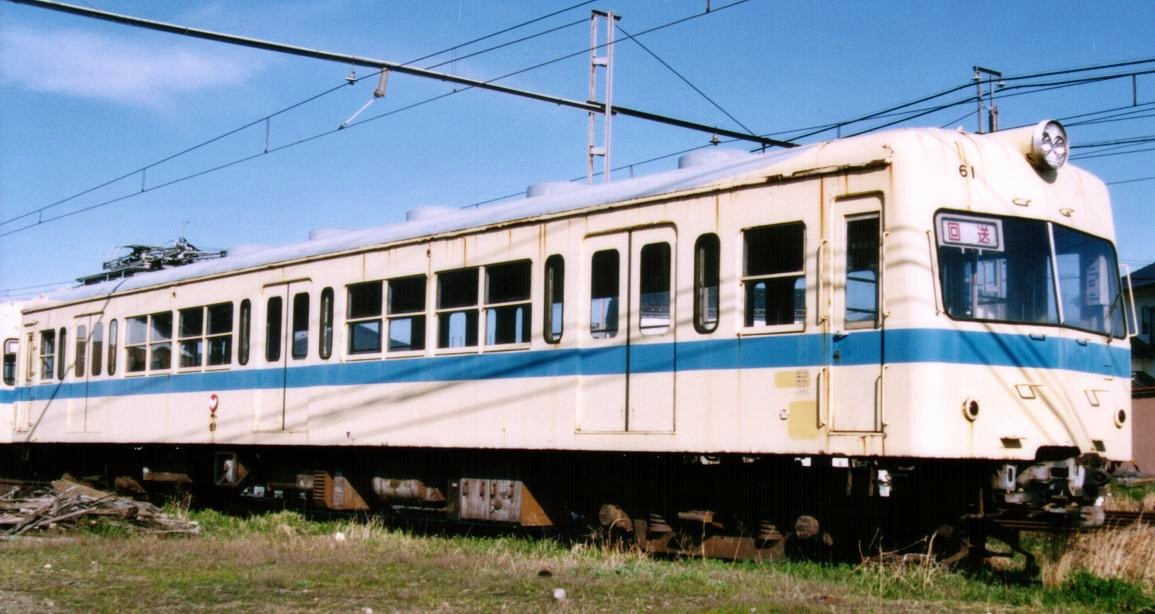
デハ60形（2代）61
（川跡・2002年10月）

各形式とも全長20,000mmの全金属製車体を有するが、種車の相違によって前面形状が異なり、80系が切妻形状の3枚窓構造であるのに対し、90系およびデハ60形はいわゆる「湘南型」と称される折妻傾斜型形状の2枚窓構造である。客用扉は一畑電気鉄道初の両開扉（有効幅1,300mm）を採用するが、デハ90形91およびデハ60形61・62がアルミハニカム構造・扉窓金属枠固定の客用扉を採用するのに対し、80系およびクハ190形191は鋼製・扉窓Hゴム固定の客用扉を採用し、こちらも種車の相違によって仕様が異なる。デハ60形61・62（元西武クモハ554・552）は、前述の通り導入に際して両運転台化改造が実施されているが、改造は旧来の連結面を一部切断し、西武在籍当時における編成相手であった西武クモハ553・551の運転台部分の構体を接合する形で行われた。側面窓配置は片運転台構造の80系および90系がd1(1)D(1)2 2(1)D(1)2 2(1)D(1)2（d：乗務員扉、D：客用扉、各数値は側窓の枚数、カッコ付数値は戸袋窓を示す）、両運転台構造のデハ60形がd1(1)D(1)2 2(1)D(1)2 2(1)D(1)1dである。
車内はロングシート仕様で、車内照明に蛍光灯を採用、車内送風機として扇風機を各車7基ずつ搭載する。
これらは西武在籍当時の仕様そのままであるが、一畑電気鉄道への導入に際しては、車体塗装を黄色地に青帯を回した一畑電気鉄道の標準塗装に変更、各先頭車の前面に愛称表示板受けを新設したほか、西武在籍当時はガーランド型ベンチレーターを搭載したデハ82・83（元西武クモハ452・454）についてはベンチレーターをグローブ型に交換した。また各車とも前面窓内側に設置された行先表示機をそのまま活用し、表示幕のみを一畑電気鉄道仕様の内容に変更した。

## 主要機器
主要機器については、譲渡に伴って不要となった西武形ATSおよび列車無線の撤去が実施されたことを除くと概ね西武在籍当時と仕様の変化はなく、その多くが終戦直後から1960年代前半にかけて西武鉄道において多用された鉄道省制式の旧弊な機器である。

### 制御装置
電空カム軸式の自動加速制御装置CS5、および弱め界磁接触器CS9を併用する。直列5段・並列4段の直並列組み合わせ抵抗制御に加え、前述CS9を用いた弱め界磁制御（1段）を行う。

### 主電動機
直流直巻整流子電動機MT15E（端子電圧675 V時、定格出力100 kW, 定格回転数653 rpm）を電動車1両当たり4基搭載する。駆動方式は吊り掛け式、歯車比は2.52 (63:25) である。

### 台車
電動車デハ80形・デハ90形・デハ60形が釣り合い梁式台車TR14Aを、制御車クハ180形・クハ190形が同TR11Aをそれぞれ装着する。西武在籍当時は住友金属工業製のペデスタル式空気ばね台車FS40を装着したデハ61・62についても、譲渡に際してTR14A台車へ交換され、仕様が統一された。

### 制動装置
A弁を使用したAMAE / ACAE電磁自動空気ブレーキである。

### 補助機器類
MH77-DM43電動発電機（定格出力3kW）およびMH16B-AK3電動空気圧縮機（通称「AK3」、定格吐出量990 L/min）といった補助機器については、80系および90系では西武在籍当時と同様いずれも制御車へ搭載したが、両運転台構造のデハ60形についてはそれらの機器を自車へ新たに搭載し、重量もデハ80形・デハ90形が38 t代であるのに対して40.6 tと増加した。
連結器は西武在籍当時と同様に密着連結器仕様で、各車とも電気連結器を存置したまま譲渡され、増解結運用時の作業性向上に寄与した。

## 導入後の変遷
導入後は前述の編成愛称表示板を全車とも撤去した以外、主立った改造を実施されることなく、80系・90系は20m級車体という収容力の大きさを生かし北松江線の主力車両として、デハ60形は日中閑散時の単行運用もしくは前掲2系列の増結用車両に充当されるなど、それぞれの特性を生かして運用された。
その後、1993年（平成5年）11月に発表された列車増発・駅施設の整備や老朽車両の置き換えを主軸とする一畑電気鉄道の「経営改善5ヵ年計画」を受け、比較的近代的な全金属車体を備えるものの、非冷房仕様かつ旧態依然とした吊り掛け駆動車であった80系・90系・デハ60形の各形式についても代替が決定した。翌1994年（平成6年）以降、車両近代化目的で導入された2100系電車（元京王5000系電車 (初代)）および3000系電車（元南海21000系電車）の増備に伴って、80系デハ82-クハ182編成およびデハ83-クハ183編成が1995年（平成7年）12月31日付で、80系デハ81-クハ181編成および90系デハ91-クハ191編成が1996年（平成8年）12月31日付でそれぞれ廃車となり、80系・90系は全廃となった。
デハ60形61・62のみは予備車として残存したものの、最終的に2006年（平成18年）10月31日付で除籍・解体され、デハ60形の全廃をもって西武鉄道より譲り受けた20m級車体の各形式は全て形式消滅した。これにより、2016年に7000系が導入されるまでの間、一畑から20m級車両が消滅することとなった。

## 車歴
|               | 形式      | 車番    | 竣功年月   | 西武最終車番 | 廃車       | 備考                               |
| 80系          | デハ80形  | デハ81  | 1981年12月 | クモハ456    | 1996年12月 |                                    |
| 80系          | デハ80形  | デハ82  | 1982年9月  | クモハ452    | 1995年12月 |                                    |
| 80系          | デハ80形  | デハ83  | 1982年9月  | クモハ454    | 1995年12月 |                                    |
| 80系          | クハ180形 | クハ181 | 1981年12月 | クハ1485     | 1996年12月 |                                    |
| 80系          | クハ180形 | クハ182 | 1982年9月  | クハ1487     | 1995年12月 |                                    |
| 80系          | クハ180形 | クハ183 | 1982年9月  | クハ1489     | 1995年12月 |                                    |
| 90系          | デハ90形  | デハ91  | 1985年3月  | クモハ560    | 1996年12月 |                                    |
| 90系          | クハ190形 | クハ191 | 1985年3月  | クハ1661     | 1996年12月 |                                    |
| デハ60形 (II) | デハ60形  | デハ61  | 1986年3月  | クモハ554    | 2006年10月 | 両運転台車・導入当初の車番はデハ92 |
| デハ60形 (II) | デハ60形  | デハ62  | 1986年3月  | クモハ552    | 2006年10月 | 両運転台車・導入当初の車番はデハ93 |